# Harry Persoon
Johan Henri Charles (Harry) Persoon  (Weert, 14 november 1913 – Arnhem, 8 september 2007) was een Nederlands politicus van de KVP en later het CDA.
Hij werd geboren als zoon van Cornelis Wilhelmus Persoon (1883-1967; banketbakker) en Bertha Maria Louisa Tilmans. In 1938 was hij de oprichter van een particuliere onderwijsinstelling waarvan hij de directeur werd. In 1958 kwam hij in de gemeenteraad van Weert en vier jaar later werd hij daar wethouder. Ook was hij van juli tot november 1969 waarnemend burgemeester. Daarnaast was hij conrector van de Weerter Scholengemeenschap en directeur van de afdeling meisjes-mavo. In juli 1971 werd Persoon de burgemeester van Bocholtz en vanaf 1975 was hij daarnaast waarnemend burgemeester van Eygelshoven. Door conflicten was besloten dat burgemeester Janssen daar niet in aanmerking kwam voor een tweede termijn. Eind 1978 bereikte Persoon de pensioengerechtigde leeftijd waarop hij in beide gemeenten aanbleef als waarnemend burgemeester. Bij de Limburgse gemeentelijke herindeling van 1982 hielden beide gemeenten op te bestaan waarmee zijn functies kwamen te vervallen. Persoon overleed in 2007 op 93-jarige leeftijd.